# Велень (комуна, Васлуй)
Велень, Велені (рум. Văleni) — комуна у повіті Васлуй в Румунії. До складу комуни входять такі села (дані про населення за 2002 рік):
- Велень (3249 осіб)
- Моара-Домняске (1391 особа)

Комуна розташована на відстані 287 км на північний схід від Бухареста, 12 км на північ від Васлуя, 47 км на південь від Ясс, 148 км на північ від Галаца.

## Населення
За даними перепису населення 2002 року у комуні проживала 6771 особа.
Національний склад населення комуни:
| Національність | Кількість осіб | Відсоток |
| -------------- | -------------- | -------- |
| румуни         | 6769           | > 99,9%  |
| українці       | 1              | < 0,1%   |

Рідною мовою назвали:
| Мова       | Кількість осіб | Відсоток |
| ---------- | -------------- | -------- |
| румунська  | 6770           | > 99,9%  |
| українська | 1              | < 0,1%   |

Склад населення комуни за віросповіданням:
| Релігія       | Кількість осіб | Відсоток |
| ------------- | -------------- | -------- |
| православні   | 6751           | 99,7%    |
| старообрядці  | 8              | 0,1%     |
| п'ятдесятники | 7              | 0,1%     |
| римо-католики | 3              | < 0,1%   |
| баптисти      | 1              | < 0,1%   |
| мусульмани    | 1              | < 0,1%   |

## Зовнішні посилання
- Дані про комуну Велень на сайті Ghidul Primăriilor